# Kotok-McCarthy
Kotok-McCarthy fut le premier programme d'échecs à disposer d'un jeu crédible. Il a été développé entre 1959 et 1962 au MIT.
C'est également le premier programme à disputer un match contre un autre programme.

## Développement
Entre 1959 et 1962, les étudiants Elwyn Berlekamp, Alan Kotok, Michael Lieberman, Charles Niessen et Robert A. Wagner écrivent le programme alors qu'ils sont étudiants du professeur John McCarthy au MIT.
En se basant sur le programme d'Alex Bernstein de 1957 crée à IBM, et sur les routines pour IBM 704 de McCarthy et Paul W. Abrahms, ils ajoutent l'élagage alpha-bêta à l'algorithme minimax pour améliorer le générateur de coups.
Le programme est écrit en Fortran et Fortran Assembly Program (FAP) par les étudiants en utilisant du temps libre sur l'ordinateur. Quand le MIT reçut un IBM 7090 d'IBM, un seul coup nécessitait de 5 à 20 minutes de calcul. Au moment où ils obtiennent leur diplôme, le programme a accompli quatre fragments de partie à un niveau « comparable à un amateur avec une expérience de 100 parties ». Kotok, alors âgé de 20 ans, publie ses travaux dans le MIT Artificial Intelligence Memo 41 ainsi que sa thèse de bachelier A Chess Playing Program for the IBM 7090 Computer en 1962.

## Match contre l'institut de physique théorique de Moscou
En 1965, McCarthy, alors employé par l'université Stanford, visite l'Union soviétique. Un groupe utilisant l'ordinateur M20 au laboratoire d'Alexander Kronrod de l'Institut de physique théorique et expérimentale de Moscou lui propose un affrontement entre leurs programmes respectifs.
Kronrod considère le programme Kotok-McCarthy comme le meilleur des États-Unis, bien que le programme n'ait plus été développé depuis 1962 et que MacHack lui avait succédé.
Le match se déroule sur 9 mois entre 1966 et 1967. Le résultat est de 3-1 en faveur du programme russe.